# Juillet 1996

## Événements
- Le président malgache Albert Zafy est destitué par la Haute Cour constitutionnelle. Il démissionne le 5 septembre[1].
- Syrie : les jeunes de moins de 15 ans représentent 47 % de la population. 70 % des plus 15 ans sont alphabétisés.

- 3 juillet : réélection de Boris Eltsine comme président de la fédération de Russie (53 % des voix) contre 40 % à son adversaire le communiste Ziouganov.

- 5 juillet : création du premier mammifère par clonage, nommé Dolly.

- 10 juillet : suppression de la peine de mort de la législation belge.

- 14 juillet (Formule 1) : Grand Prix de Grande-Bretagne.

- 15 juillet : Séisme d'Épagny-Annecy de magnitude 5,3 en France.

- 17 juillet : explosion du Vol 800 TWA au large de Long Island.

- 18 juillet : bataille de Mullaitivu entre les indépendantistes tamouls du LTTE et les troupes gouvernementales sri lankaises.

- 19 juillet au 4 août : jeux olympiques d'été à Atlanta

- 19 et 20 juillet : déluge du Saguenay au Québec

- 21 - 28 juillet : le 81e congrès mondial d’espéranto a lieu à Prague. Il est suivi par 2971 participants venus de 66 pays et a pour thème « La culture : un bien ou une marchandise ? ». Le manifeste de Prague est écrit lors de ce congrès.

- 25 juillet : coup d’État militaire de l’ancien président Pierre Buyoya au Burundi.

- 27 juillet : Attentat du parc du Centenaire à Atlanta, lors des Jeux olympiques : 2 morts, 111 blessés.

- 27 juillet - 3 août (révolte du Chiapas) : « conférence intercontinentale contre le néo-libéralisme » à Aguascalientes[2].

- 28 juillet :
  - Découverte des ossements de l'Homme de Kennewick sur une rive du fleuve Columbia, à côté de la ville de Kennewick.
  - Formule 1 : Grand Prix automobile d'Allemagne.

## Naissances en juillet 1996
- 1er juillet : Axel Merryl Sofonnou, comédien et vidéaste béninois.
- 3 juillet : Kendji Girac, chanteur français.
- 31 juillet : Léa Paci, chanteuse française.

## Décès en juillet 1996
- 2 juillet : Margaux Hemingway, actrice.
- 10 juillet : Émile Hincker, médecin et résistant français.

- 30 juillet :
  - Claudette Colbert, actrice.
  - Magda Schneider, actrice.